# Związek Walki Młodych

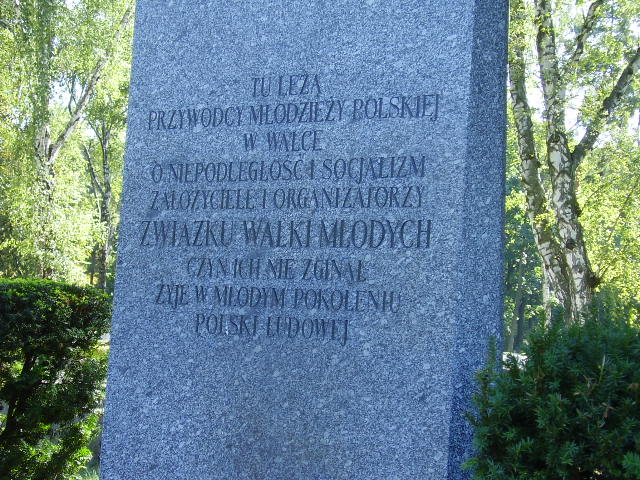
Grób założycieli i organizatorów ZWM na Cmentarzu Wojskowym na Powązkach w Warszawie

Związek Walki Młodych (ZWM) – polska komunistyczna organizacja młodzieżowa, posiadająca grupy bojowe, utworzona w podziemiu, pomiędzy styczniem a sierpniem 1943 roku przez byłych członków Komunistycznego Związku Młodzieży Polskiej, OMS „Życie” oraz Związku Niezależnej Młodzieży Socjalistycznej „Spartakus” z inicjatywy Hanny Szapiro-Sawickiej. ZWM stanowił młodzieżową przybudówkę Polskiej Partii Robotniczej. We wrześniu 1943 roku Zarząd Główny ZWM wydał swoją Deklarację programową, w której określił podstawowe cele działalności Związku. Związek Walki Młodych rozwiązany został 21 lipca 1948 roku, wchodząc w skład nowo założonego Związku Młodzieży Polskiej.

## Geneza i początki działalności
Geneza organizacji sięga sierpnia 1942, kiedy to KC PPR wezwał młodzież do gromadzenia się pod szyldem lewicy i choć obawiano się, że młodzieżówka stanie się bytem samoistnym i wymknie się spod kontroli, pozwolono młodym budować własną organizację. Wydzielono działaczy za to odpowiedzialnych, m.in. Hankę Sawicką, Alicję Goldberg, Zofię Jaworską, Halinę Kaczmarską, Hankę Morawską, Irminę Płasko, Martę Tarłowską i Wandę Zieleńczyk. W lutym 1943 powołano dowódcę sekcji bojowej młodzieżówki PPR – Tadeusza Olszewskiego „Zawiszę”. Wtedy też ZWM zorganizował pierwszą akcję: bojownicy obrzucili butelkami zapalającymi niemiecki barak wojskowy przy ul. Podchorążych w Warszawie. Za datę powstania ZWM niektórzy uważają 20 lutego 1943 roku – datę ukazania się pierwszego numeru pisma Walka Młodych, składanego w mieszkaniu Ludwiki Tarłowskiej przy ul. Wawelskiej 15 w Warszawie, a drukowanego w mieszkaniu Hanki Sawickiej przy Szarej 14. Inni zaś wskazują na datę 19 marca, czyli dzień śmierci Hanki.

## Program związku
W deklaracji programowej z września 1943 roku określono podstawowe cele nowo powstałej organizacji.
W preambule Deklaracji zapisano między innymi:

Zrodził nas czyn. Naszą wolę walki wykuwa nienawiść do kajdan hitlerowskiej niewoli, gorące ukochanie wolności. Hartuje nas nieubłagana walka z okupantem, cementuje nas krew naszych bojowników – bohaterów, którzy młode swe życie złożyli w ofierze wolności Ojczyzny. Nie czekamy z bronią u nogi na to, że wolność wywalczą nam i przyniosą w darze nasi sojusznicy. Wiemy, że wyzwolić musimy się sami, z własnej woli i siły. Wolność i Niepodległość Ojczyzny zdobędziemy własnym wysiłkiem, zbrojnym czynem samego narodu.(...)
(...)Kaci hitlerowscy uderzyli przede wszystkim w rdzeń naszego narodu – w młodzież.
Pozbawić naród młodzieży – to zgnębić jego teraźniejszą walkę, to przekreślić jego przyszłość. Zmuszono nas do niewolniczej pracy na rzecz wroga. Pozbawiono nas szkół i oświaty, abyśmy wyrośli na „naród parobków” w służbie „narodu panów”. (...)
(...)Ofiara krwi i życia młodzieży polskiej nie będzie daremną. Z trudu naszego i walki powstanie nowa, radosna Ojczyzna. Jest tyle bogactw w naszym kraju. Tyle ziemi jest w naszej Ojczyźnie. Mamy wszelkie warunki ku temu, aby w Polsce nie było już nigdy głodu, nędzy i bezrobocia. (...)Równy start w życiu zapewni młodzieży należne jej miejsce w życiu narodu. Prawo nasze ku temu dokumentuje pokaźna danina krwi młodzieży w walce o wyzwolenie narodu. (...)

Następnie wymieniono podstawowe cele organizacji:
- Prawo wyborcze, tak bierne, jak i czynne, powinno przysługiwać wszystkim osobom, które ukończyły 18 rok życia.
- Czas pracy młodzieży należy ograniczyć do 6 godzin na dobę przy zapewnieniu równej płacy za równą pracę.
- Wyzwoloną ziemię należy oddać ludowi polskiemu, w szczególności młodzieży wiejskiej.
- Należy stworzyć powszechne i bezpłatne szkolnictwo w tym średnie i wyższe.
- Konieczny jest rozwój i udostępnienie na rzecz młodzieży instytucji zajmujących się ochroną zdrowia oraz obiektów kultury i rozrywki[9].

## Działalność w czasie okupacji

### Obszar działalności
Licząca początkowo ok. 170 osób grupa ZWM-owców należała do najbardziej aktywnych jednostek antyhitlerowskiego podziemia w Warszawie. W okresie okupacji niemieckiej ZWM działał głównie w Warszawie i jej okolicach. Na mniejszą skalę działał także na terenach pozostałej części okupowanego województwa warszawskiego, oraz kieleckiego i lubelskiego.
Organizacja ta była politycznie i ideowo powiązana z Polską Partią Robotniczą. Ściśle współpracowała także z Armią Ludową.

### Akcje zbrojne

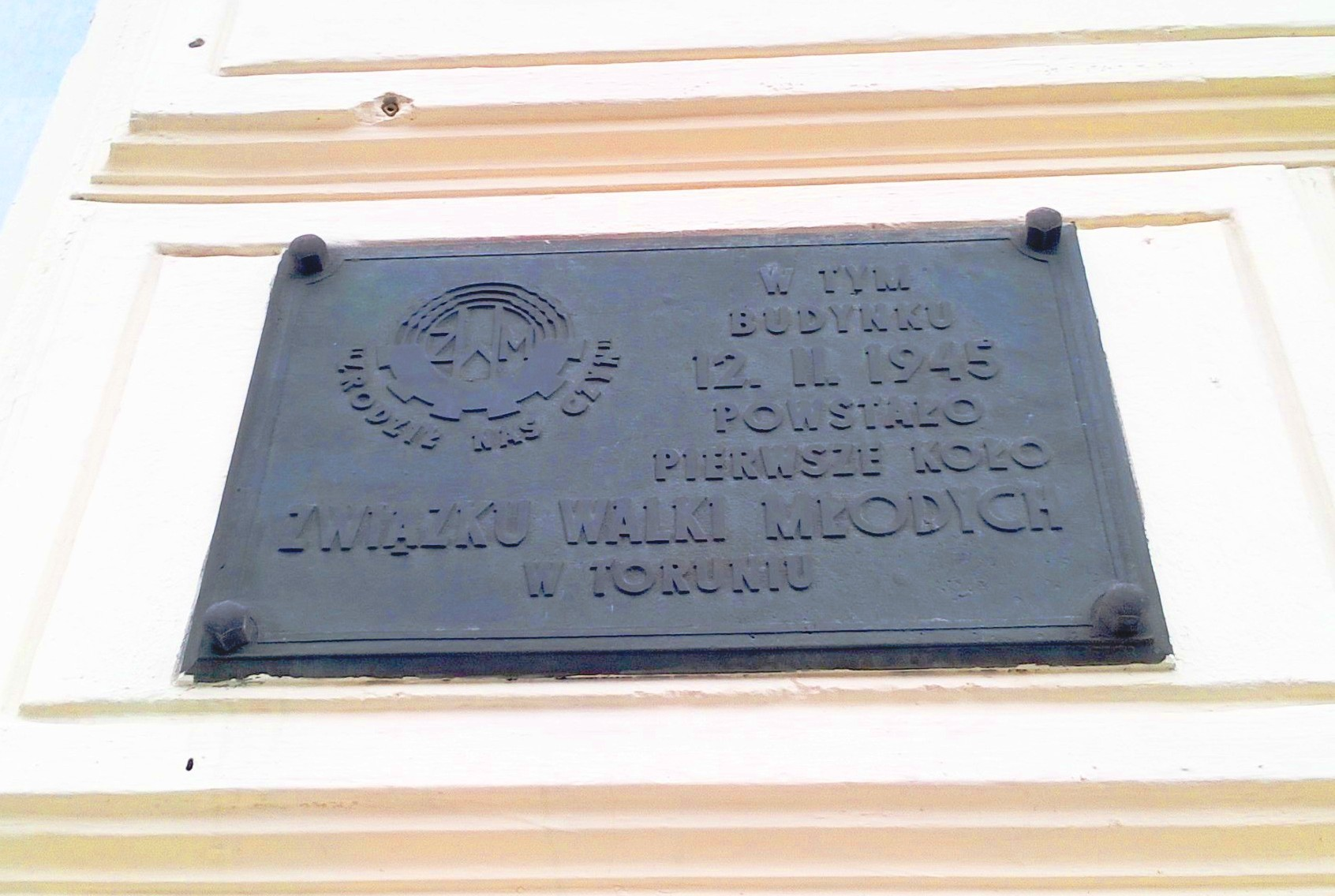
Kamienica przy pl. św. Katarzyny 4 w Toruniu – tablica poświęcona Związkowi Walki Młodych

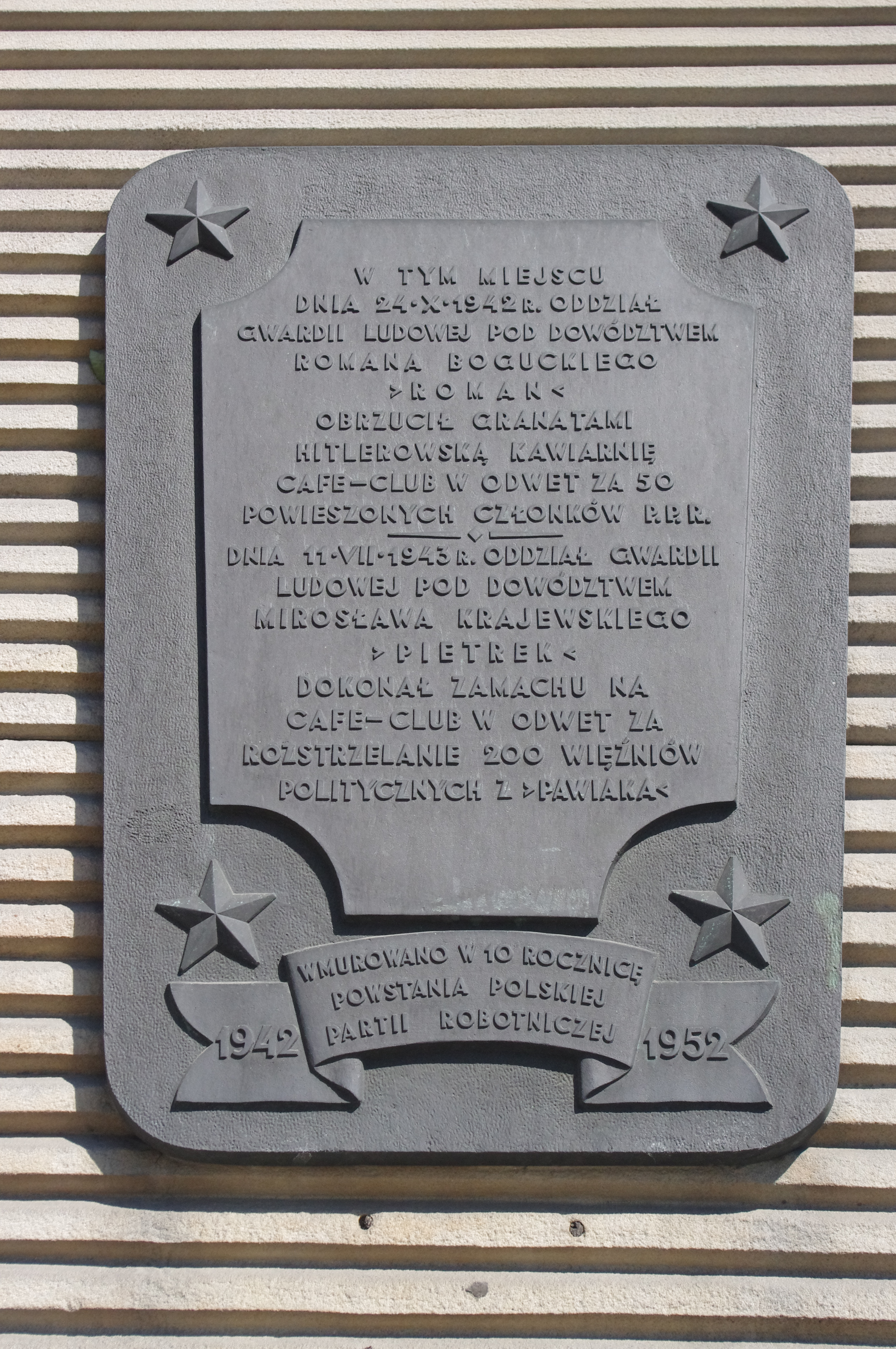
Tablica upamiętniająca zamachy na Cafe Club dokonane przez Romana Boguckiego i Mirosława Krajewskiego na budynku przy ul. Nowy Świat 15 w Warszawie.

Działalność ZWM polegała w tym czasie głównie na dokonywaniu akcji bojowych i dywersyjnych na liniach komunikacyjnych. ZWM najbardziej jest jednak znany z akcji kontrterrorystycznych przeciwko Niemcom. Jedną z pierwszych akcji związku było spalenie niemieckiego baraku wojskowego przy ul. Czerniakowskiej w Warszawie. Operacja, dowodzona przez Tadeusza Olszewskiego, była wspierana przez dwóch członków AK – przyjaciół Olszewskiego, którzy ubezpieczali akcję. W ramach akcji odwetowych ZWM przeprowadził także zamachy na niemiecką restaurację Mitropa oraz na redakcję znanej gadzinówki – Nowego Kuriera Warszawskiego. W ramach odwetu za śmierć „Zawiszy”, „Wiktora” i Hanki Sawickiej grupa młodych lewicowców uderzyła na „Bar Podlaski”, zarezerwowany tylko dla Niemców; w efekcie akcji zginęło 6 Niemców, a wielu zostało rannych. Akcję w Barze Podlaskim powtórzono 23 października 1943 roku. Wtedy od granatów ZWM-owców zginęło 11 SS-manów, a kolejnych kilkunastu było rannych. 11 tegoż roku w odpowiedzi na rozstrzelanie 200 więźniów Pawiaka ZWM przeprowadził atak na Café Club przy ul. Nowy Świat 15.  Akcję przeprowadzili Mirosław Krajewski ( 1917-1945) syn Czesława i Stanisławy z d. Pieścik i Roman Bogucki. Akcją tą starali się udowodnić, że nie są gorsi od oddziałów szturmowych GL, które przeprowadziły taką akcję w październiku 1942. Obie te akcje ZWM zostały potępione przez Armię Krajową, która wtedy jeszcze kierowała się taktyką – jak podkreślała prasa AK – „stania z karabinem u nogi”, tzn. czekania na sygnał z Londynu do rozpoczęcia ogólnonarodowego powstania.
Akcje zbrojne ZWM tak ocenił prof Tomasz Strzembosz: „Wszystkie trzy dotychczasowe serie: z 24 października 1942 r., z 17 stycznia 1943 r. i seria lipcowa, stały się próbą praktycznej realizacji zasady odpowiedzialności zbiorowej wszystkich Niemców za to, co działo się w okupowanej Warszawie, próbą odpowiedzenia tą samą bronią, jaką stosowali Niemcy od początku okupacji. Była to strategia walki konspiracyjnej zupełnie uzasadniona, choć zasadniczo odmienna od strategii realizowanej przez komórki kierującej akcją dywersyjno-bojową AK, która uderzając najczęściej w wybranych przedstawicieli aparatu okupacyjnego (zwłaszcza policji i administracji cywilnej), usiłowała oddziaływać w ten sposób na postawę aparatu, aby stworzyć lub poszerzyć szczelinę pomiędzy policją i aparatem cywilnym a Wehrmachtem.”
Czynniki podziemne związane z rządem RP na uchodźstwie oceniły powyższą taktykę walki jako „bezwzględną i zbrodniczą”. Wystąpienia zbrojne, których efektem było pozbawianie życia kilku lub kilkunastu przypadkowo trafionych Niemców prowokowały bowiem masowe represje wśród Polaków.
Metoda prowokowania niemieckich środków odwetowych miała mieć charakter celowy – w ten sposób mało liczne w porównaniu do AK organizacje zbrojne związane z PPR „w stanie ogólnego chaosu, anarchii, (...) w nastroju ślepej żądzy odwetu i rozpaczy” wśród ludności polskiej, mogły łatwiej „wypłynąć na wierzch”.

### Udział wpowstaniu warszawskim
Mimo pełnego zaskoczenia decyzją dowództwa Armii Krajowej o rozpoczęciu powstania, już 1 sierpnia ZWM-owcy przyłączyli się do walki. Lech Kobyliński ze swoją sekcją zdobywał z oddziałem AK por. Sylwestra magazyn spółdzielni mleczarskiej na Hożej, Ryszard Suski wraz ze swoim oddziałem szturmował umocnienia niemieckie w ruinach Zamku Królewskiego. Na Żoliborzu bojownicy ZWM w porozumieniu z AK obsadzili pozycje wzdłuż ul. Wyspiańskiego. ZWM pioniósł duże straty, mimo tego na Stare Miasto już 7 sierpnia trafił oddział AL i ZWM liczący 500 ludzi. Wielu młodych lewicowców walczyło w jednostkach AK, np. 20-osobowa grupa p.d. Jerzego Żeglińskiego „Maksa” dołączyła do zgrupowania AK Chrobry. Przewodnicząca ZWM Zofia Jaworska „Danka” 10 września 1944 podjęła się ryzykownego wyczynu: przepłynęła Wisłę, by dotrzeć do dowództwa 1 Armii WP z wiadomościami o sytuacji powstania i z prośbą o pomoc.

### Działalność propagandowa
ZWM prowadził również działalność propagandową zwróconą przeciwko okupantowi niemieckiemu, a także Polskiemu Państwu Podziemnemu związanym z rządem RP na uchodźstwie. Zadania propagandowe ZWM realizował przede wszystkim poprzez wydawanie własnego konspiracyjnego pisma pt. „Walka Młodych”, drukowanie i rozpowszechnianie ulotek oraz organizowanie przymusowych wieców w lokalach zamkniętych (m.in. w Gimnazjum Wojciecha Górskiego w Warszawie oraz w zakładzie „Gołębiewski i Synowie” w Warszawie w grudniu 1943 r.). Związek prowadził także działalność w zakresie małego sabotażu umieszczając na murach czy chodnikach napisy o treści patriotycznej i antyhitlerowskiej oraz kreśląc rysunki i karykatury ośmieszające okupanta.

### Kierownictwo związku

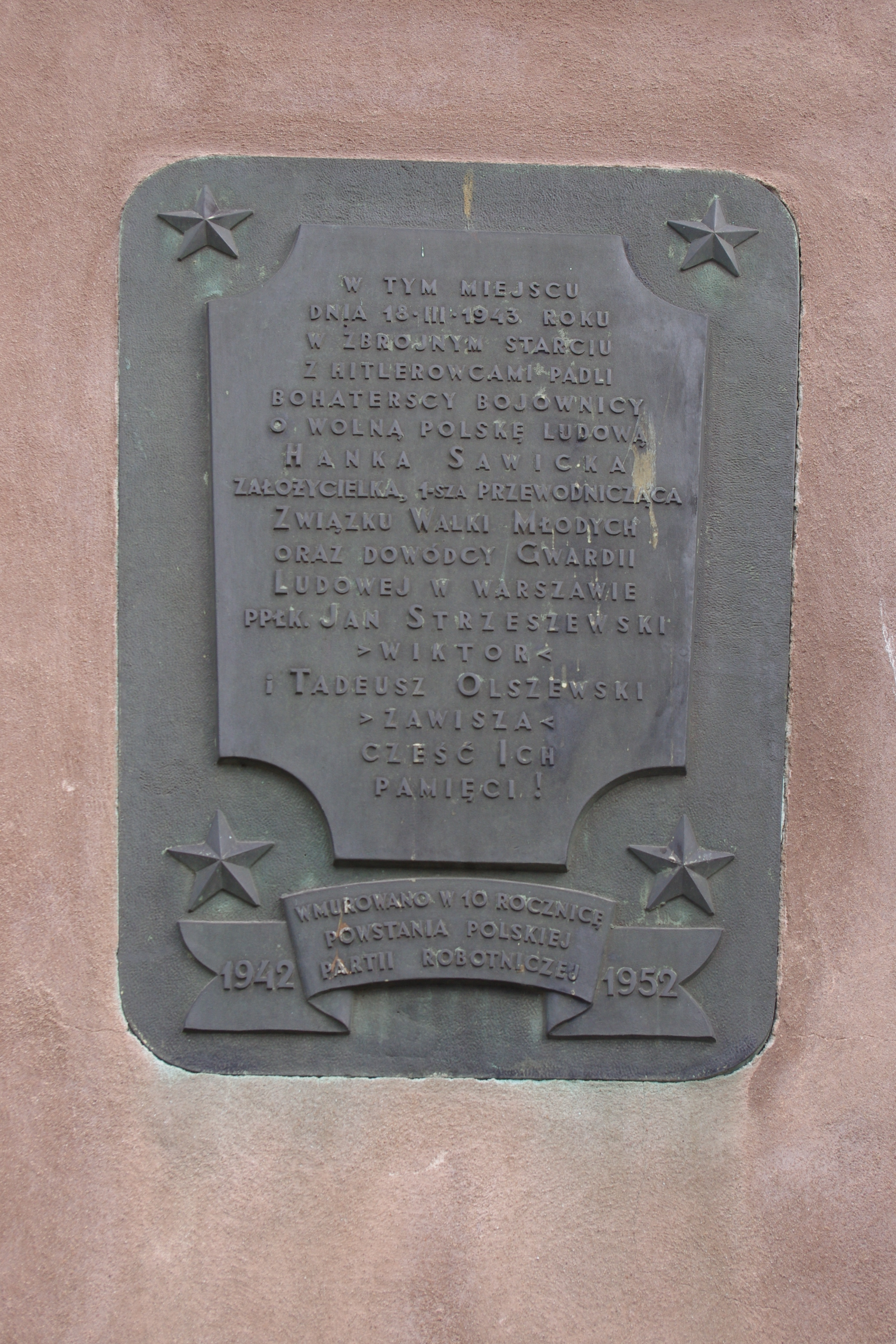
Tablica upamiętniająca śmierć Hanki Sawickiej, Jana Strzeszewskiego i Tadeusza Olszewskiego na kamienicy przy ul. Mostowej 2 w Warszawie

Kolejnymi Przewodniczącymi związku byli: Hanka Sawicka, Janek Krasicki oraz Zofia Jaworska. Pierwszym dowódcą oddziałów bojowych był Tadeusz Olszewski ps. Zawisza. Wcześniej był on komendantem Gwardii Ludowej w Bródnie, zginął 18 marca 1943 roku. Po jego śmierci funkcję dowódcy objął na krótko Tadeusz Domański ps. Tadek jednakże został on aresztowany przez Niemców w maju 1943 roku. Od tego momentu dowództwo przejął Mirosław Krajewski ps. Pietrek. Wszyscy oni z wyjątkiem Jaworskiej zginęli w walce z okupantem.

## Działalność powojenna

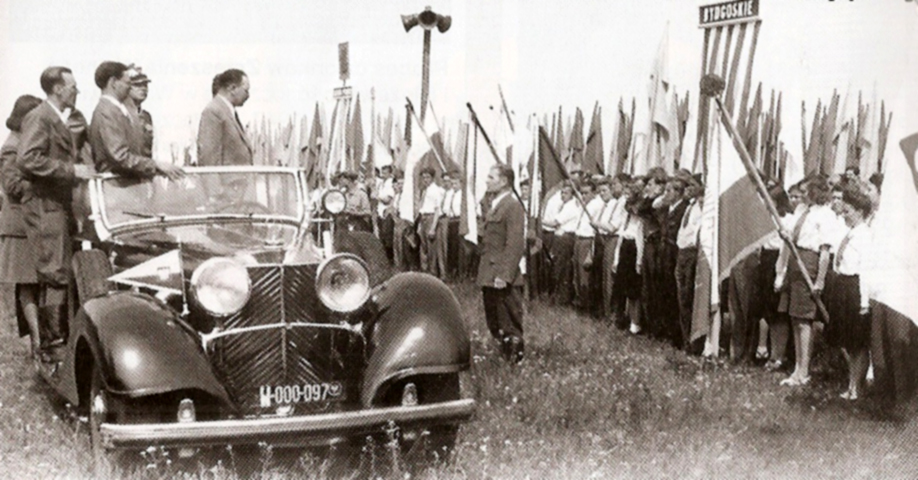
Bolesław Bierut na Krajowym Zlocie ZWM, 21–22 VII 1946 r.

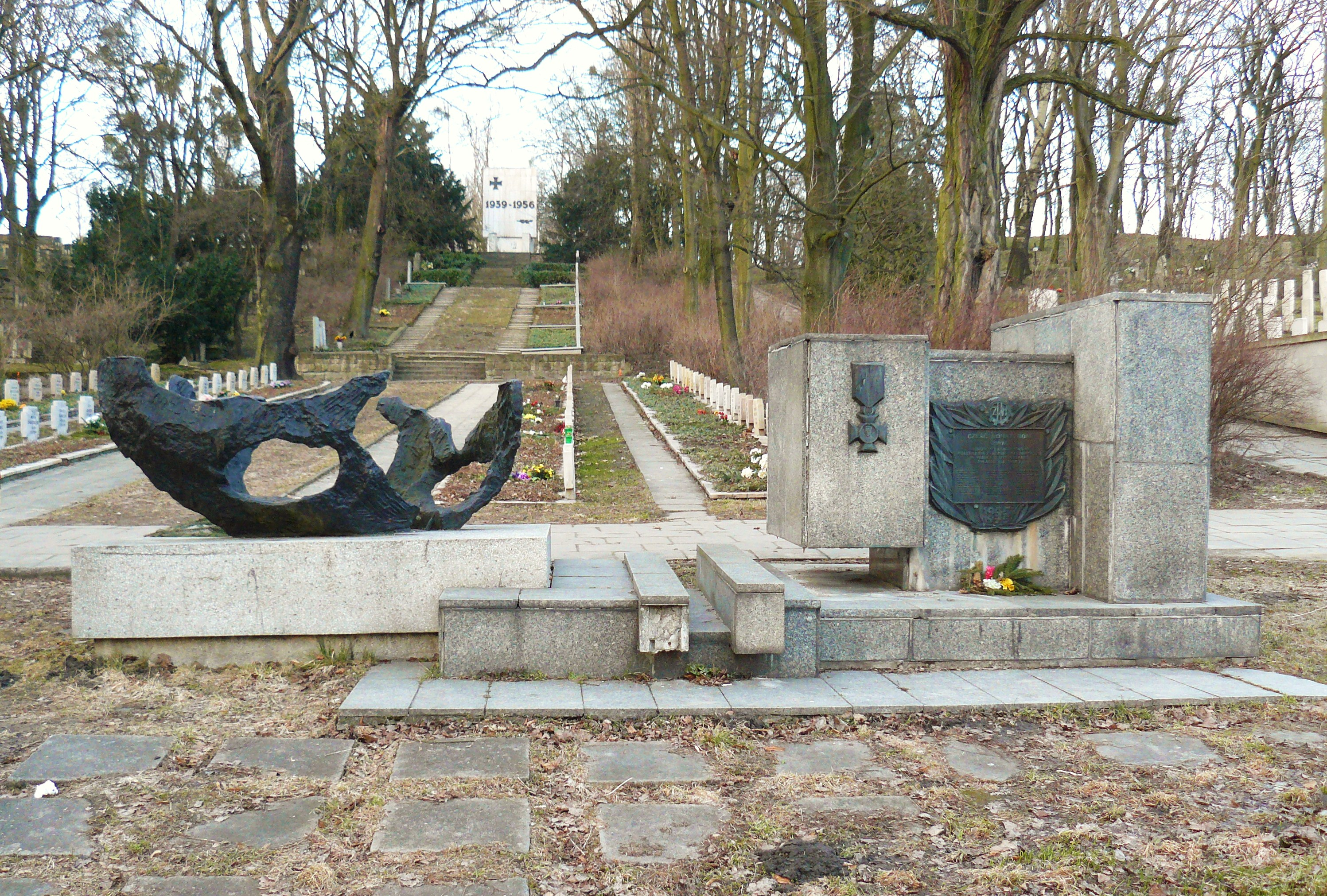
Pomnik ZWM na Cytadeli w Poznaniu

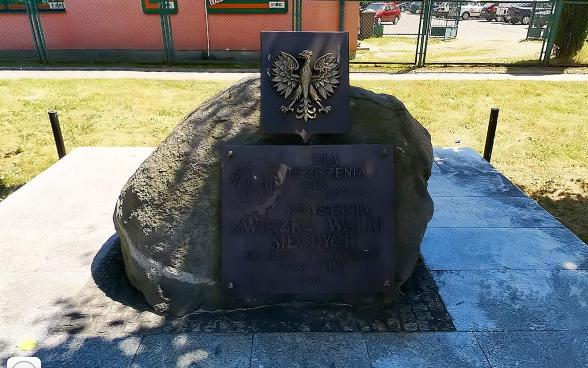
Nieistniejący już pomnik poświęcony 35-leciu powstania ZWM w Kutnie

Po wojnie ZWM współuczestniczył w tworzeniu i obronie systemu „władzy ludowej” – m.in. bojówki ZWM brały udział w tłumieniu młodzieżowych demonstracji antykomunistycznych w grudniu 1945 r. w Łodzi oraz w kwietniu 1946 r. w Szczecinie i napadach na chłopów w związku z przymusowym ściąganiem kontyngentów. Członkowie ZWM byli w tych okolicznościach częstym obiektem ataków podziemia antykomunistycznego. Między innymi siedmiu członków tej organizacji, którzy powracali z pochodu 1-majowego, zostało w okolicach Lubartowa zastrzelonych przez oddział WiNu pod dowództwem Zdzisława Brońskiego ps. Uskok.
Jeszcze w końcowym okresie wojny związek rozpoczął działania mające na celu zasiedlenie i odbudowę Ziem Odzyskanych. Jego członkowie tworzyli specjalne grupy osiedleńcze, które pomagały między innymi w organizacji władz oraz punktów informacyjnych czy żywnościowych. Zachęcano także zamieszkałą w Polsce centralnej młodzież do wyjazdu i osiedlenia się na zachodzie. W obronie nowo nabytych ziem zachodnich członkowie ZWM propagowali w kraju utwór „Wara od Odry”, który z czasem stał się jednym z popularniejszych piosenek w związku.
Związek agitował także za nową władzą prowadząc działalność indoktrynacyjną oraz walkę ideologiczną – m.in. poprzez atakowanie tych profesorów uniwersyteckich, którzy nie chcieli służyć komunistycznej władzy oraz poprzez donosy, jak i przez zmuszanie do publicznej samokrytyki. Agitacyjna działalność związku uwidoczniła się zwłaszcza podczas kampanii wyborczej przed referendum ludowym w 1946 oraz przed wyborami do Sejmu Ustawodawczego z 1947 roku.
ZWM współkształtował również komunistyczny aparat państwowy. Członków organizacji kierowano między innymi do Rad Narodowych wszystkich szczebli. Szacuje się, iż od 15 do 20 procent byłych członków zasiliło Urząd Bezpieczeństwa Publicznego, Milicję Obywatelską oraz Ludowe Wojsko Polskie w tym ponad 20 tys. członków ZWM-u wstąpiło w szeregi Ochotniczej Rezerwy Milicji Obywatelskiej co stanowiło blisko 15% jej składu.
Pojawiają się również opinie, iż „ZetWueMowcy” aktywnie uczestniczyli w likwidacji, związanego z rządem RP na uchodźstwie, powojennego, antykomunistycznego podziemia. Jednakże prof. A. Paczkowski zauważa, iż Związku Walki Młodych „nie należy ściśle wiązać ze zbrodniami powojennego aparatu przemocy”.
Znaczący był udział jego członków w odbudowie gospodarki ze zniszczeń wojennych i przemianach społeczno-gospodarczych. Uczestniczyli oni między innymi w przeprowadzeniu Reformy rolnej zapowiedzianej przez Manifest PKWN. Działalność ta rozpoczęła się już w 1944 i polegała na tworzeniu brygad parcelacyjnych, które rozdzielały odebrane grunty pomiędzy miejscową ludność wiejską. Brygady te były często obiektem ataków ze strony antykomunistycznego podziemia, które pociągały za sobą ofiary także wśród ZetWueMowców. W 1948 roku ZWM został rozwiązany, współtworząc Związek Młodzieży Polskiej.
Po wojnie organem prasowym Związku pozostawała „Walka Młodych”. Wraz z rozrostem organizacji powstał kolejny periodyk pt. „Poradnik Oświatowy”.

## Członkowie
W okresie okupacji liczba członków związku nie była wielka, osiągając w lipcu 1944 roku około 600. Gwałtowny przyrost nastąpił w końcowym okresie wojny oraz tuż po jej zakończeniu. W grudniu 1945 członków było już 110 tys., zaś w dniu rozwiązania związku, w lipcu 1948 roku (według różnych szacunków) od 260-336 tys.